# Херер, Джек
Джек Херер (англ. Jack Herer; 19 июня 1939 года — 15 апреля 2010 года), видный деятель мирового антипрогибиционистского движения, один из самых авторитетных авторов, пишущих о конопле. 

## Биография
Родился в Бруклине (штат Нью-Йорк, США) в семье выходцев из Польши. По окончании средней школы записался добровольцем в армию, участвовал в военных действиях в Корее, демобилизовался в начале 1960-х гг. В молодости работал в фирме по наружной рекламе, придерживался консервативных взглядов (был «голдуотеровским республиканцем»), злоупотреблял алкоголем и не одобрял курение марихуаны. Идейные расхождения по этому вопросу послужили одной из причин его развода с женой, которая охотно курила «травку» и уговаривала его попробовать.
После развода Джек Херер переехал в Лос-Анджелес, где в 1969 г. всё-таки выкурил свой первый джойнт, по настоянию новой подруги, которая утверждала, что «это пойдёт на пользу». Сперва он ничего не почувствовал, однако убедился, что марихуана, по крайней мере, не является опасным наркотиком. Он продолжил опыты с марихуаной, и вскоре пережил первый «приход», который запомнился ему на всю жизнь. После этого Херер усомнился в правоте официальной пропаганды и серьёзно заинтересовался «конопляным вопросом».
В 1973 г. Джек Херер опубликовал свою первую книгу «G.R.A.S.S.», за два года распроданную в количестве 35 000 экземпляров. Реализуя свою книгу через смартшопы и хэдшопы, он познакомился с активистами антипрогибиционистского движения «Капитаном» Эдом Адэром (Adair) и Майклом Олдричем (Aldrich), и впоследствии начал сотрудничать с организацией California Marijuana Initiative (CMI).
В 1974 г. Джек Херер написал листовку с кратким изложением малоизвестных фактов об экономическом, экологическом и историческом значении конопли. Сбор материалов для этой листовки стал началом работы над его главной книгой «The Emperor Wears No Clothes» («Голый король»). Сама книга была написана 10 лет спустя, во время двухнедельного тюремного заключения за незаконную установку информационного стенда, посвященного конопле. С 1985 г. книга распространялась в самиздате, первое официальное издание увидело свет в 1988 г.
«The Emperor Wears No Clothes» — энергичная апология конопли как ценнейшей сельскохозяйственной и медицинской культуры, не утратившей своего значения и в наши дни. Джек Херер напоминает, что использование конопляного волокна в качестве сырья для бумаги позволило бы сберечь тысячи гектаров леса; что конопляное семя — богатый источник питательных веществ, который мог бы помочь решить проблему голода в странах третьего мира; что конопляная костра является экологически чистым топливом, широкое применение которого могло бы остановить развитие «парникового эффекта»; что каннабиноиды — единственное эффективное лекарство от глаукомы, рассеянного склероза, синдрома потери веса при СПИДе и тошноты при химиотерапии рака. Кроме того, книга содержит подробные сведения о истории культивации и использования конопли от древнейших времен до наших дней. Особо подчеркивается роль конопляной пеньки в развитии мореплавания, а, следовательно, и в истории англоязычных народов, всегда придававших особое значение коноплеводству (см. в частности, Генрих VIII).
По мнению Джека Херера, упадок коноплеводства в современном мире вызван, в первую очередь, политикой правительства США, которое уничтожило эту отрасль сельского хозяйства в своей стране с помощью «Налога на марихуану» (1937), а затем добилось аналогичных решений на уровне ООН. Причинами такого решения Херер считает лоббистскую деятельность концерна «Дюпон», производящего химические волокна, и газетного магната Херста, владевшего патентом на дешевую бумагу из древесной целлюлозы. Кроме того, Херер утверждает, что криминализация марихуаны служила и продолжает служить эффективным инструментом политических репрессий — сперва против латиноамериканских иммигрантов, а впоследствии против хиппи, левых радикалов и прогрессивной молодёжи в целом.

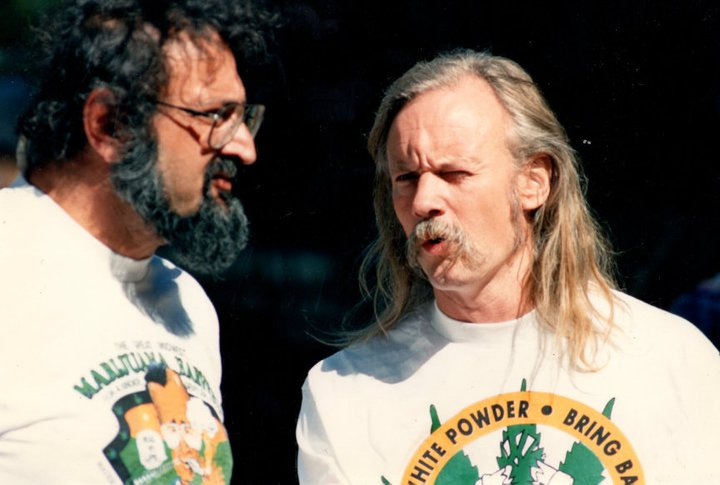
Джек Херер и йиппи Дана Бил

Книга «The Emperor Wears No Clothes» стала первым энциклопедическим источником сведений о конопле и программным документом мирового антипрогибиционистского движения. К настоящему времени она переиздана несколько раз, с исправлениями и дополнениями, и переведена на многие европейские языки.
Дважды выдвигался в президенты США от партии Grassroots Party, собрав 1949 голосов в 1988 г. и 3875 голосов в 1992 г.
В честь Джека Херера назван сорт психотропной конопли, выигравший седьмой Кубок Конопли.